# Bombenanschläge zu Weihnachten 2000 in Indonesien
Die Bombenanschläge zu Weihnachten 2000 in Indonesien waren eine Reihe von Anschlägen auf Kirchen am 24. Dezember 2000 und Teil einer Terror-Kampagne der Gruppe Jemaah Islamiyah, die mit der Al-Qaida verbunden ist. Bei den koordinierten Bombenanschlägen auf Kirchen in Jakarta und acht weitere Städte wurden 18 Menschen getötet und viele verletzt. Die Orte und Opfer der Bombenanschläge:
- Jakarta: Bombenanschläge auf fünf katholische und protestantische Kirchen, darunter die römisch-katholische Kathedrale, mindestens drei Tote
- Pekanbaru: Beim Versuch, eine Bombe zu entschärfen, wurden vier Polizisten und ein Zivilist getötet.
- Medan: Explosionen bei Kirchen
- Bandung: Bombenanschlag auf Haus von Christen, zwei Tote
- Batam: Drei Bombenanschläge, 22 Verletzte
- Mojokerto: Bombenanschläge auf drei Kirchen, ein Toter
- Mataram: Bombenanschläge auf drei Kirchen
- Sukabumi: Bombenanschläge, drei Tote

Zwei Verdächtige wurden nach den Anschlägen festgenommen. Die indonesische Polizei sagt, dass sie Dokumente gefunden habe, die eine Verbindung zwischen den Anschlägen und Riduan Isamuddin Hambali zeigen. Der Prediger Abu Bakar Bashir wurde wegen Beteiligung an den Bombenanschlägen im Jahr 2003 angeklagt, aber für nicht schuldig befunden. Er wurde in der Folge wegen seiner Beteiligung an dem Bombenanschlag 2002 auf Bali verurteilt.
2012 verurteilte ein Gericht Umar Patek, der auf Anweisung von Hambali die Bomben hergestellt hatte, zu 20 Jahren Haft wegen Beihilfe zu den Anschlägen von 2000 und 2002.